# DeFi
DeFi（decentralized finance、ディーファイ、分散型金融）は、金融の実験的形態のひとつであり、それは仲買人、取引所、銀行といった中央集権的な金融仲介者に頼らず、ブロックチェーン上のスマート・コントラクトを利用する。DeFi プラットフォームによって、利用者間で資金の貸借を行なったり、デリバティブを用いて様々な資産の値動きに投資したり、暗号通貨を売買したり、リスクに備えて保険をかけたり、預金型の口座で利子を受け取ることができる。いくつかの DeFi アプリケーションは高利子を謳っているが、リスクも高い。2020年10月時点で、110億ドル以上の資金が様々な DeFi プロトコルに預託されており、その数字は同年中で10倍の伸び率を示した。2021年1月時点で、約205億ドルが DeFi に投資されていた。

## 沿革
暗号通貨 Dai の基盤である MakerDAO は、ステーブルコイン用の DeFi プラットフォームとして運営されており、これによって利用者は Dai の貸し付けを受けることができる。MakerDAO は非中央集権的仕組みにより、Dai の価格が米ドルとペッグし続けるよう調整する。
2020年6月、カンパウンド・ファイナンスはそのプラットフォーム上の暗号通貨の貸し手と借り手に対し、典型的な利子の支払いに加えて、COMP トークンという新しい暗号通貨を与えることにした。これはカンパウンドのプラットフォームで使えるのみならず、暗号通貨取引所で売買することもできる。この先例に倣い他のプラットフォームも、収益栽培 (yield farming)・流動性採掘 (liquidity mining) と呼ばれる同様の仕組みを開始し、そこにおいて投資家たちは盛んに暗号通貨の資産をプラットフォームの異なるプール間、あるいは異なるプラットフォーム間で動かし、利子や手数料のみならず、報酬として受け取る付加的なトークンの価値も含めた総収益を最大化しようとする。
2020年11月にワシントン・ポストは DeFi の紹介記事を掲載し、収益栽培の詳細や、投資により得られる利益とリスクを解説した。2020年9月にブルームバーグは、DeFi は価格変動という点で暗号通貨市場の 2/3 を構成しており、DeFi の担保掛け目は90億ドルに達していると報じた。DeFi への関心の高まりにより、イーサリアムは2020年に開発者が増加した。
アンドリーセン・ホロウィッツ、ベイン・キャピトル・ヴェンチャーズ、マイケル・ノヴォグラッツといった多くの暗号通貨ベンチャーが DeFi に関心を寄せている。
エコノミストは、2022年のデジタル金融の未来を「三つ巴の戦い」と見なしました。デジタルウォレットを開発したフェイスブックなどのビッグテック、独自のデジタル通貨をテストしている「富裕層大国」、金融を分散化するために「あらゆる種類のアプリケーションを開発」するソフトウェア開発者。すでに 2.5 兆ドルの評価を受けている暗号資産がもたらすリスクへの対処は、米国の規制当局にとって特別な課題であった。

## 仕組み
DeFi は DApps（分散アプリケーション）と呼ばれる一連のアプリケーションを中核とし、DApps はブロックチェーンと呼ばれるデジタル台帳を用いてその金融機能を実現する。ブロックチェーンはビットコインで初めて利用されたが、その後はより広範囲に採用されている。DApps のトランザクションは、暗号通貨取引所のような中央集権的仲介者を介するのでなく、利用者間で直接行なわれるものであり、それはスマート・コントラクト・プログラムによって実現される。DApps は典型的には、MetaMask のような Web3 対応のブラウザ拡張機能もしくはアプリケーションを通じて利用できる。これらの DApps の多くは、互いに接続し協働することで複雑な金融サービスを生み出す。例えば、ステーブルコインの所有者は資産を流動性プールに預けることができる。他の利用者は追加担保（通常は貸付金額以上の）を差し出すことでそのプールから借りることができる。このプロトコルは、資産に対するその時々の需要に応じて自動的に利率を調整する。
「分散型」とは、中心となる取引所が無いことを指す。DeFi プロトコルのためのスマート・コントラクト・プログラムは、それ自体は開発者とプログラマのコミュニティによって作られたオープンソースのソフトウェアを用いて実行されている。
DeFi プロトコルの一つの例が Uniswap で、この分散型取引所 (DEX) はイーサリアム・ブロックチェーン上で実行され、イーサリアム・ブロックチェーン上に発行された何百という様々なデジタル・トークンの取引を可能にしている。Uniswap のアルゴリズムは、取引注文をさばくため中央集権的なマーケット・メーカー（値付業者）に依存するのではなく、流動性を高めた利用者へ取引手数料を与えることにより、トークンの流動性プールを形成するよう利用者にインセンティブを与える。開発チームは Uniswap 上で動作するソフトウェアを作るが、Uniswap のプラットフォームは根本的にその利用者たちが支配している。何らかの中央集権的な集団が Uniswap を運営しているわけではないため、プラットフォームを使っている利用者の身分は誰も確認することがない。Uniswap のようなプラットフォームの合法性をどの官庁が判断するかははっきりしない。
別な例として「フラッシュ・ローン」（瞬間的貸借）というものがあり、この任意の額の無担保貸借は単一ブロック内において分単位もしくは秒単位で完結する。こうした貸借には真っ当な使われ方もあるが、DeFi プラットフォームにおける不正行為のいくつかは暗号通貨の現物価格を一時的に操作するためにフラッシュ・ローンを悪用している。

## 批判
ブロックチェーンのトランザクションは不可逆的であり、すなわち DeFi プラットフォームで間違ったトランザクションが生じたり、エラーを含んだスマート・コントラクト・プログラムを配置してしまった場合、常に簡単に修正できるとは限らない。プログラムのエラーと意図的な不正は、ありふれたものである。2020年には、ヤム・ファイナンスというプラットフォームが7億5千万ドルまで急速に預入金額を伸ばしたが、プログラムにエラーがあったため、ローンチから何日もしないうちにクラッシュしてしまった。また、DeFi プラットフォームを支えるスマート・コントラクト・プログラムは一般にオープンソースであり、簡単にコピーして競合プラットフォームを立ち上げることができ、そうして資金がプラットフォームから別のプラットフォームに移されることで不安定さが生じる。
ある DeFi プロトコルの背後に誰/何が居るかは不明なこともあり、投資家の資金を持ち逃げして消えてしまうこともある。投資家のマイケル・ノヴォグラッツは、いくつかの DeFi プロトコルは「ポンジ・スキームのようなものだ」と述べている。DeFi は、本人確認ルールや資金洗浄防止ルールとは甚だしく相容れないものである。
DeFi は2017年の暗号通貨バブルの一面であった ICO ブームと比較されてきている。未熟な投資家は DeFi プラットフォームを使って損失を被る高いリスクがあるが、なぜならそうしたプラットフォームを使いこなすには高度なセンスが必要であり、お客様相談室のような相談先も無いからだ。